# IC 1995
IC 1995 ist ein Reflexionsnebel im Sternbild Taurus. Das Objekt, in dessen Zentrum der Stern SAO 76256 steht, wurde im Jahre 1896 vom US-amerikanischen Astronomen Solon Bailey entdeckt.